# United Service
Le United Service (d'abord dénommée Sun-Herald Cable Service, puis United Cable Services) était une agence de presse australienne créée en 1912, et fusionnée au sein de l'Australian Associated Press en 1931.

## Histoire

### Création
Le United Service a été fondé en septembre 1912 pour le compte d'un quotidien australien, le Sydney Sun, qui disposait d'un bureau à Londres, auquel se joint le Melbourne Herald en 1913. Sur le modèle de la United Press créée aux États-Unis en 1907 par l'Empire de presse Scripps-Howard, l'idée est de valoriser le service en provenance d'Angleterre du premier quotidien australien, en le combinant à l'exclusivité des droits sur les informations du grand quotidien britannique The Times, pour concurrencer à la fois l'agence de presse britannique Reuters et l'Australian Press Association.

### Alliance et rivalité avec Reuters
À partir de juillet 1916, United Service affaiblit un peu plus l'Australian Press Association en signant un contrat avec Reuters.
En 1917, leur service combiné fait baisser les prix des nouvelles car il dessert via un même câble télégraphique les villes d'Adélaïde, Brisbane, Sydney et Melbourne, transmettant également 70 articles par jour en Nouvelle-Zélande, mais le plus souvent avec une scission du contenu, qui porte l'une ou l'autre signature. Face à ce nouveau concurrent, l'agence de presse britannique Reuters avait en effet décidé de mettre rapidement en place une alliance avec le United Service et l'agence Argus, afin de se montrer unis face à la plus forte présence en Australie du puissant quotidien britannique The Times, capable de rivaliser avec Reuters sur fond de Première Guerre mondiale, grâce à ses bons contacts dans l'armée britannique. 
De fait, cette rivalité s'appuie sur le respect zélé des consignes de propagande données à la presse par les alliés. La nouvelle agence est promue et dirigée depuis 1916 par le patron de presse Keith Murdoch, père de Ruppert Murdoch,
à qui le premier ministre australien Andrew Fisher demande d'apporter du courrier aux soldats de l'ANZAC (Australian and New Zealand Army Corps), participant à la Bataille des Dardanelles, à Gallipoli. Lors d'une réunion le 6 octobre 1916 entre Sir Roderick Jones, Keith Murdoch et T.S. Townend, le patron de l'Australian Press Association, il est décidé d'assurer un minimum de services commun aux trois groupes australiens, pour couvrir la guerre, le "service impérial", distribué aussi par l'Australian Press Association, qui ainsi n'est pas oubliée. Le 16 avril 1917, une histoire erronée, inventée de toutes pièces dans un but de propagande, sur une usine allemande qui aurait utilisé des corps humains pour fabriquer du savon, est diffusé par Reuters, avec l'approbation du propriétaire Sir Roderick Jones et par le "United Service", ce qui les décrédibilise tous les deux, car tous deux l'ont publié sous leur propre signature. 
À partir de 1921, Keith Murdoch prend la direction du Melbourne Herald qui fusionnera en 1924 avec le Sydney Sun et un troisième quotidien, soit plusieurs titres clients de l'agence de presse britannique Reuters. Cette fusion donne potentiellement à Reuters un quasi-monopole, au détriment de son allié, le United Service.

### Création de l'AAP
Keith Murdoch critiquant cependant fortement Reuters, cette dernière, ulcérée, opère un renversement d'alliance en 1926 au profit de l'Australian Press Association (APA). Désormais soutenue par la Press Association britannique, devenue actionnaire majoritaire en 1925, Reuters se lie à l'APA à l'occasion d'un contrat très favorable qui lui donne la possibilité de vendre ses informations aussi aux autres journaux. Face à ce virage important de l'Histoire de l'Agence Reuters, Keith Murdoch redouble alors de critiques, dénonce les "snobs" de la Press Association, et se met à utiliser la British United Press de l'Empire de presse Scripps-Howard, créée en 1923 au Canada. En 1931, le conflit s'achève par la création d'une nouvelle agence, l'Australian Associated Press, qui a vocation à remplacer l'APA et fédérer tous les acteurs, car elle devient elle-même actionnaire de Reuters: en 1947 une coentreprise associant l'"Australian Associated Press" (AAP) et la "New Zealand Press Association" (NZPA) entre au capital de la grande agence britannique.

## Articles liés
- Australian Associated Press
- Keith Murdoch
- Reuters